# Old Minster (Winchester)

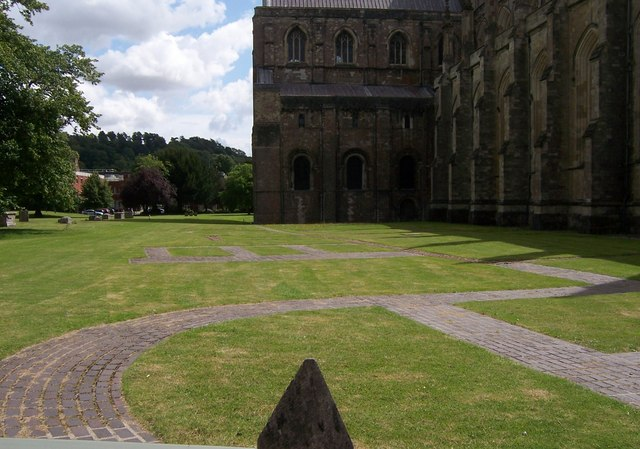
Moderne Pflasterung zum Umriss des Old Minster neben der Winchester Cathedral

Das Old Minster war die angelsächsische Kathedrale der Diözese Winchester von 660 bis 1093. Sie stand unmittelbar nördlich und teilweise auf demselben Grund wie ihre Nachfolgerin, die Winchester Cathedral.
Das Münster wurde 648 für König Cenwalh von Wessex gebaut. Es wurde die Kathedrale des westsächsischen Bistums, als dieses in den 660er Jahren von Dorchester hierher verlegt wurde. Die Kirche wurde über die Jahre erweitert und ausgeschmückt, Bischof Swithin wurde 862 außerhalb bestattet. Im 10. Jahrhundert war das Münster die Kirche der St. Swithin’s Priory, einer benediktinischen Mönchsgemeinschaft.
Im Jahr 901 wurde New Minster, das neue Münster, so nahe an die alte Kirche gebaut, dass gesagt wurde, die Gesänge der Mönche seien hoffnungslos miteinander vermischt. Bischof Æthelwold und sein Nachfolger Ælfheah (Alphege) ließen die Kirche während ihrer monastischen Reformen in den 970er Jahren in großem Maßstab vollständig neu bauen, wodurch sie die größte Kirche Europas wurde. Swithins Körper wurde ins Innere umgebettet. Dennoch ließ Bischof Walkelin nach der normannischen Eroberung Englands parallel zur alten eine neue Kathedrale bauen und Old Minster wurde 1093 abgerissen. Viele Könige von Wessex und Könige von England (darunter Egbert von Wessex († 839)) sowie viele Bischöfe von Winchester wurden im Old Minster bestattet. Ihre Körper wurden exhumiert und in die neue Kathedrale umgebettet.
Um 950 entstand in der Kirche eine Orgel mit für damalige Verhältnisse außergewöhnlichen Dimensionen: Sie besaß zehn Pfeifenreihen zu je 40 Pfeifen. 70 Männer mussten die 26 Blasebälge betätigen, zwei Spieler waren nötig, um das Orgelwerk zum Erklingen zu bringen.
Die Fundamente von Old Minster wurde in den 1960er Jahren freigelegt. Der Umriss des Gebäudes ist jetzt auf dem Kirchhof neben der Kathedrale von Winchester als Pflaster zu sehen. Swithins erstes Grab ist deutlich markiert. Die Knochen der Monarchen, die in die Kathedrale umgebettet wurden, haben eine neue Ruhestätte im Chor gefunden. Weitere Funde aus der Grabung befinden sich im Winchester City Museum.

## Bekannte Ereignisse
- Unterzeichnung der  Regularis Concordia durch König Edgar (973)
- Krönung von Eduard dem Bekenner (1043)
- Heirat von Eduard und Edith von Wessex (1045)
- Krönung von Mathilde von Flandern (1068)

## Bestattungen
- Æthelstan Ætheling
- Ælfgifu (Ehefrau Eadwigs)